# 小室信夫

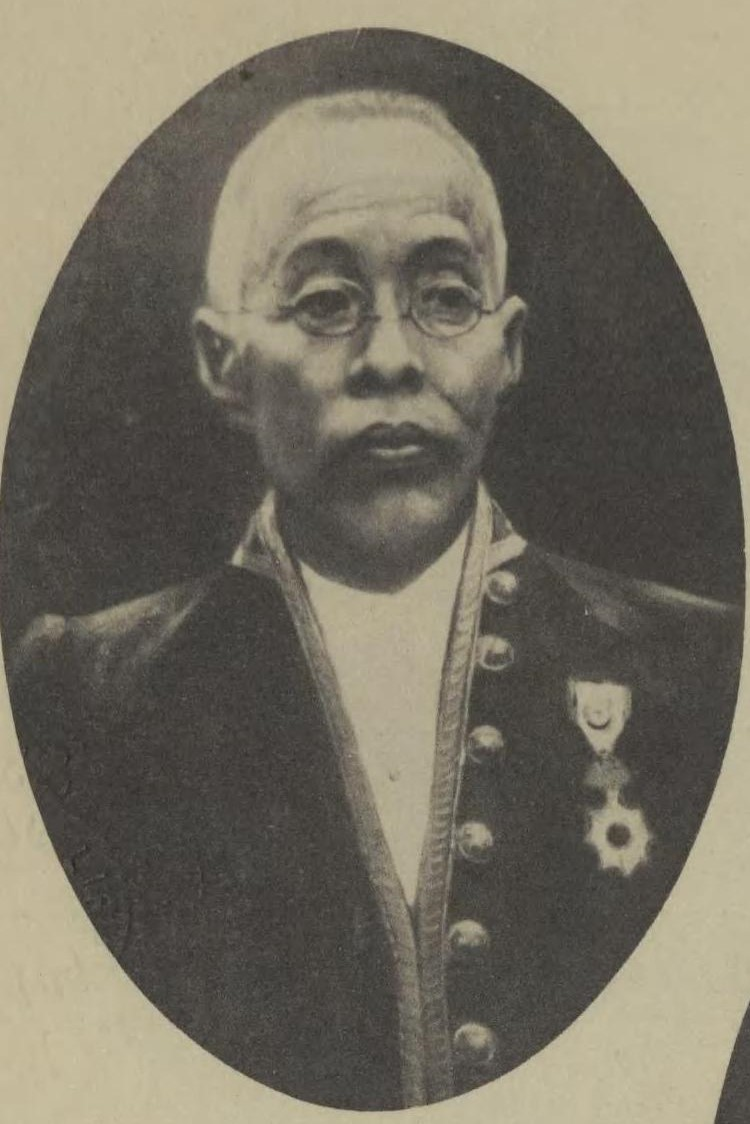
小室信夫（『日本郵船株式会社五十年史』）

小室 信夫（こむろ しのぶ、天保10年9月30日（1839年11月5日） - 明治31年（1898年）6月5日）は、日本の貴族院勅選議員、実業家。初名は利喜蔵・信太夫、号は訒葊。官位は従五位。族籍は東京府士族。

## 来歴
丹後国与謝郡岩滝村（現・京都府与謝郡与謝野町）に小室佐喜蔵の次男として生まれる。豪商山家屋の一族で、家は生糸縮緬商を営んでいた。京都で倒幕運動に加わり、文久3年2月22日（1863年4月9日）、志士と共同して足利三代木像梟首事件を起こす。その結果、幕府に追われ中島錫胤とともに逃避行した。
肥後勤皇党の轟武兵衛や宮部鼎蔵、真木和泉らと関わり、三条実美・桂小五郎からの密書を携え徳島に逃れ、豪商・志摩利右衛門 の徳島佐古大安寺近くの別邸に匿われるが捕えられ、慶応4年（1868年）2月まで徳島塀裏の獄中にあった。
戊辰戦争が勃発した事により、慶応4年（1868年）2月、釈放され蜂須賀茂韶により徳島藩士大小姓（家老級）に取り立てられた。
徴士として明治新政府に出仕、権弁事に任じられ、さらに岩鼻県知事に転じた。明治3年（1870年）に徳島藩で庚午事変（稲田騒動）が発生すると、政府より徳島藩大参事として派遣された。廃藩置県後は少議官、三等議官を歴任し、さらにヨーロッパ諸国へ派遣され、主に政治調査にあたった。
しかし、途中で退任し、自費留学に切り替えてイギリスで鉄道と産業の経営について研究した。
明治7年（1874年）、イギリスで政治研究をしていた古澤迂郎（後の古澤滋）を伴い帰国、板垣退助・後藤象二郎・副島種臣・江藤新平らに政党の設立、民撰議院設立建白書の提出を説いて、古澤滋とともに起草にあたった。
明治8年1月、大久保利通・木戸孝允・板垣退助の間を取り持ち、大阪会議を斡旋した。
その後、実業界に転じ、東京株式取引所、京都鉄道、奥羽鉄道、阪堺鉄道、小倉製紙所、第八十九国立銀行、第百三十国立銀行、北海道製麻、大阪紡績、東京製薬の設立など様々な会社の立ち上げに関わり重役や社長を歴任。
明治15年（1882年）には品川弥二郎農商務大輔とともに共同運輸会社（後の日本郵船）を創設した。明治24年（1891年）12月22日には貴族院議員に勅選され、死去するまで在任。

## 家族
父は丹後国与謝郡岩滝村(現・京都府宮津市)の縮緬問屋分家の小室佐喜蔵。
複数の妻との間に16人の子を儲けた。
長男の小室佐喜蔵は第百三十国立銀行頭取を継いだ。三井同族会理事を務めた小室三吉は次男。三吉の岳父に地主で頌栄女学校創立者の岡見清致。信夫の娘婿には、自由民権運動家の小室信介、岡野敬次郎、小平浪平、東北帝国大学医学部教授の井上嘉都治、安藤正純の弟・安藤弘などがいた。

## 備考
1895年4月、京都の平安神宮の建立にともない一対の手水鉢を寄進している。